# Diolo (Soragna)
Diolo è una frazione del comune di Soragna, in provincia di Parma.
La località dista 4,31 km dal capoluogo.

## Geografia fisica
La località della bassa parmense sorge in posizione pianeggiante a settentrione di Soragna; è attraversata da sud a nord dal piccolo canale dei Lupi.

## Origini del nome
La località, indicata in epoca medievale come Dugiulum, Digiulum e Diolum, deriva probabilmente il suo nome da Dullium, ossia "piccolo castello".

## Storia
La località, menzionata già in epoca medievale, seguì le vicende storiche della vicina Soragna, il cui feudo appartenne dapprima ai Pallavicino e successivamente fu conteso dai marchesi Lupi, che ne furono investiti nel 1347 dall'imperatore del Sacro Romano Impero Carlo IV di Lussemburgo.
Il marchesato di Soragna fu ereditato nel 1513 da Giampaolo I Meli, che aggiunse al proprio il cognome dello zio Diofebo I Lupi, morto senza figli; nel 1709 il feudo fu elevato al rango di principato imperiale da Giuseppe I d'Asburgo.
Nel 1805 Napoleone decretò l'abolizione dei diritti feudali nell'ex ducato di Parma e Piacenza e l'anno seguente Diolo divenne frazione del nuovo comune (o mairie) di Soragna.

## Monumenti e luoghi d'interesse

### Chiesa di Santa Caterina d'Alessandria

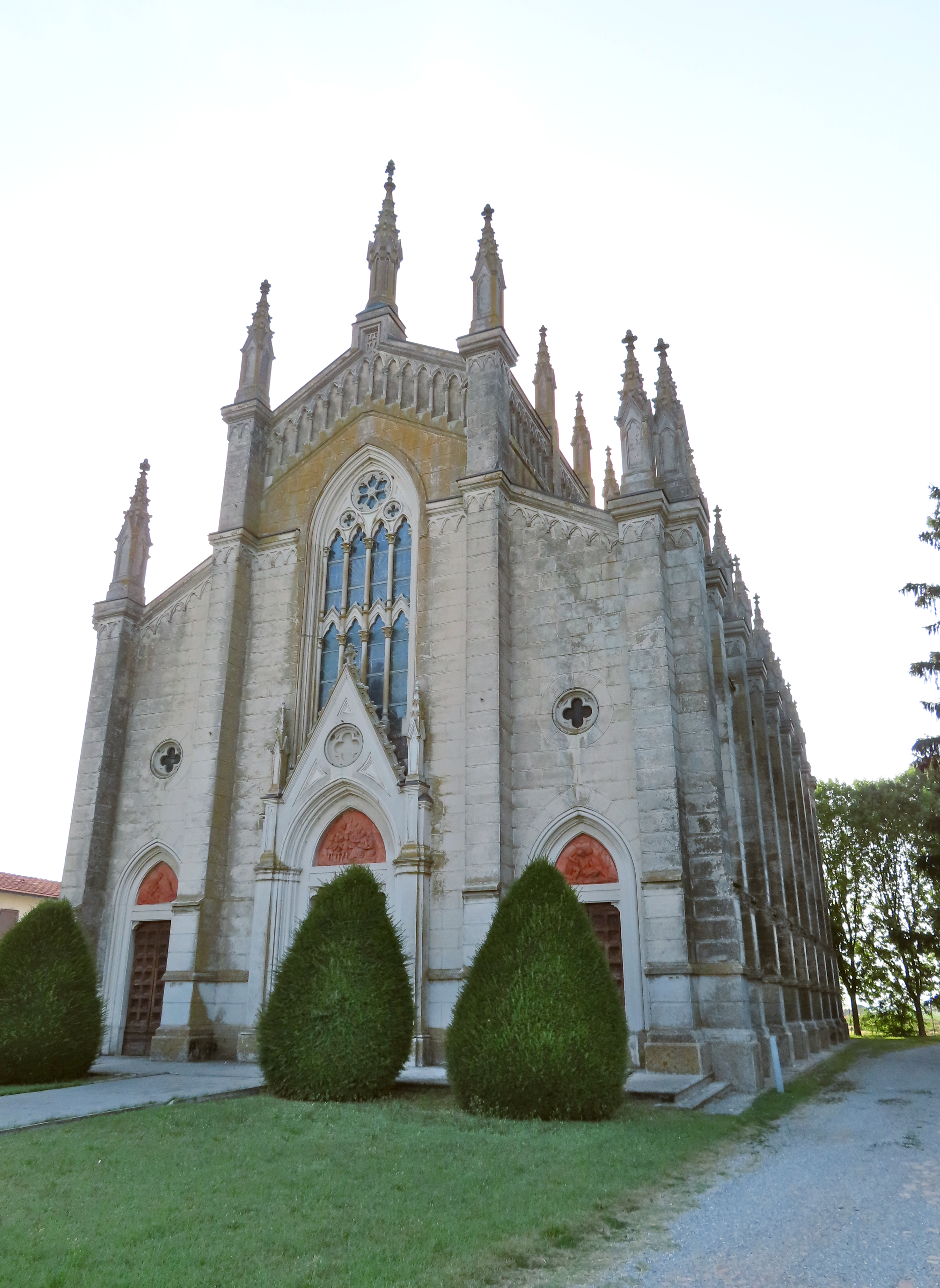
Chiesa di Santa Caterina d'Alessandria

Edificata originariamente nei primi anni del XVI secolo per volere dei Lupi, la chiesa barocca, elevata a sede parrocchiale nel 1590, fu abbattuta nel 1914 in quanto pericolante, conservando soltanto il campanile; ricostruita in stile neogotico alcune centinaia di metri più a sud su progetto dell'architetto Alfredo Provinciali, fu completata nel 1917 e arricchita due anni dopo col monumentale altare maggiore in marmo di Carrara e con le prime vetrate policrome; ristrutturata nel tetto tra il 1924 e il 1925, fu restaurata a più riprese tra il 1943 e il 1964; elevata a santuario dedicato a Gesù adolescente nel 1966, fu nuovamente sottoposta a lavori nel 1970, nel 1980 e tra il 1998 e il 2000; al suo interno conserva un dipinto raffigurante Gesù adolescente in mezzo agli adolescenti dei cinque continenti, realizzato da Giuseppe Moroni nel 1916.

## Cultura

### Centro del Boscaccio Giovannino Guareschi

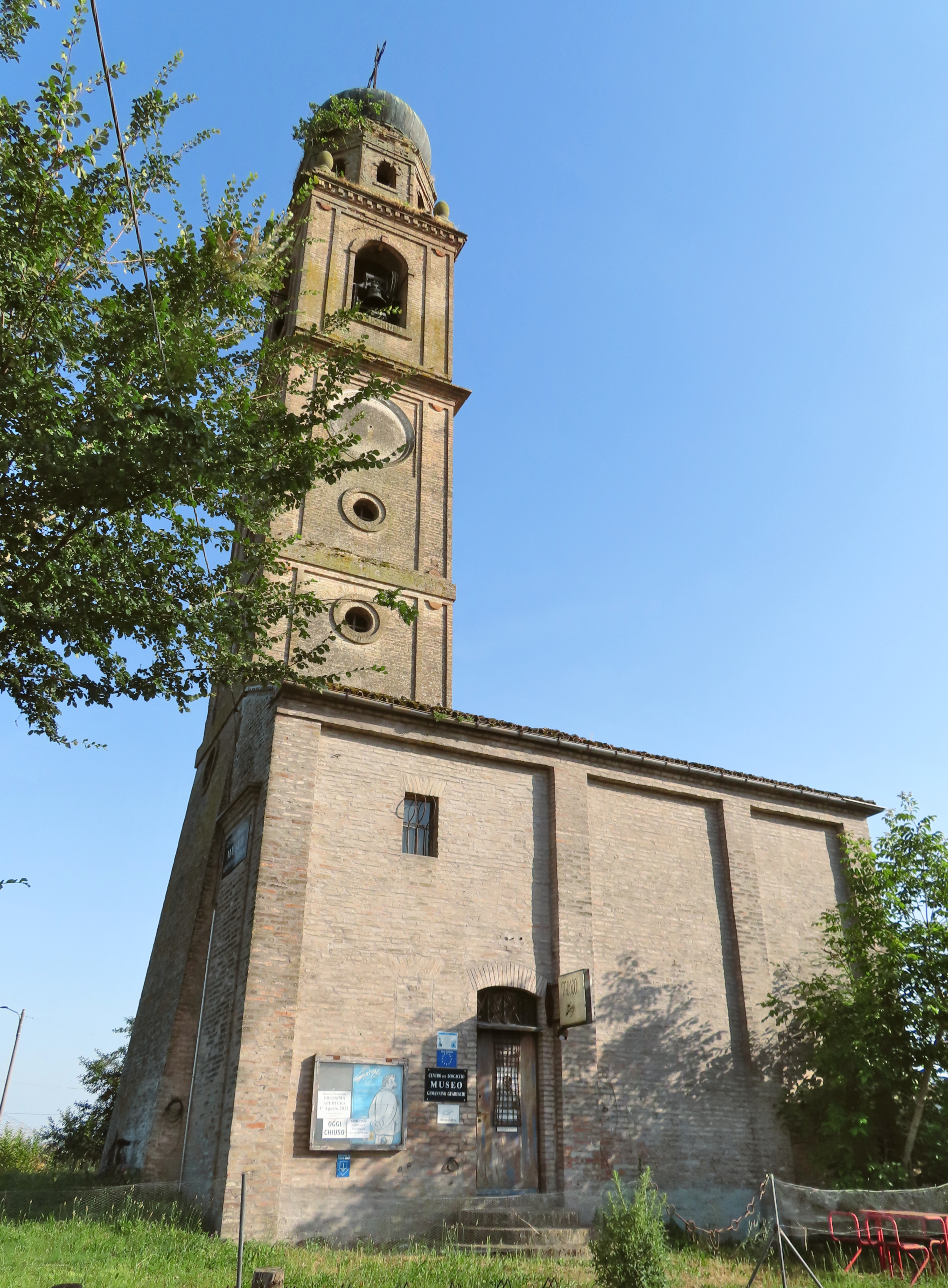
Antico campanile di Santa Caterina d'Alessandria, sede del centro del Boscaccio Giovannino Guareschi

Situato all'interno del campanile barocco dell'originaria chiesa di Santa Caterina d'Alessandria, il museo, fondato da Caterina e Cesare Bertozzi, raccoglie una serie di oggetti, testimonianze e scritti dedicati a Giovannino Guareschi, che in alcuni dei suoi racconti aveva descritto il podere Boscaccio di Diolo, abitato dai suoi nonni.